# 南哈普山

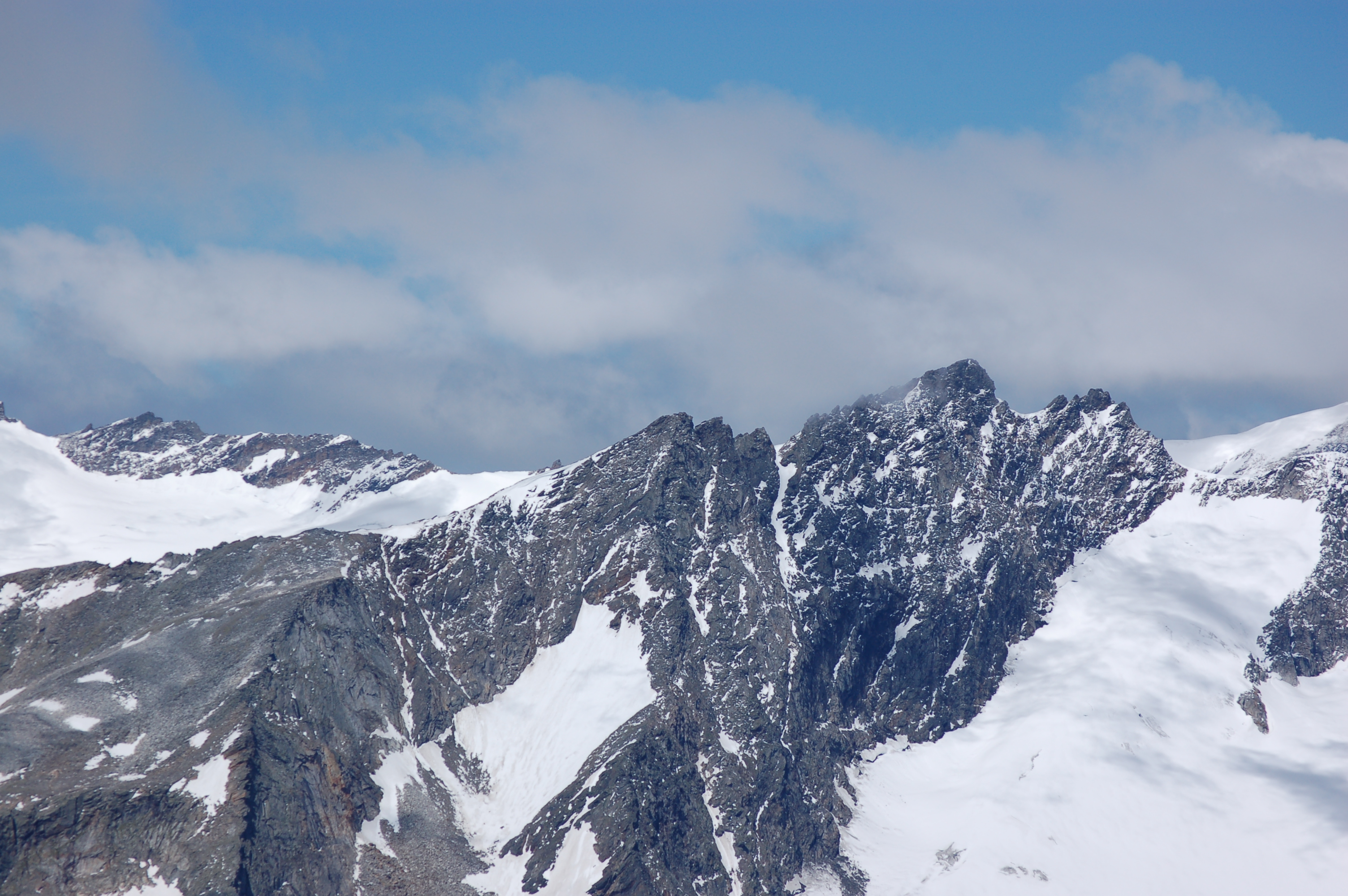

47°04′57″N 12°18′56″E / 47.082373°N 12.315642°E
南哈普山（德語：Südlicher Happ），是奧地利的山峰，位於該國西部，由蒂羅爾州負責管轄，屬於維內迪傑山脈的一部分，距離大哈普山0.24公里，海拔高度3,304米，人類在1897年首次登頂。